# Мартін Лоуренс
Ма́ртін Фіцдже́ральд Ло́уренс (англ. Martin Fitzgerald Lawrence; нар. 16 квітня 1965, Франкфурт-на-Майні, Гессен, Німеччина) — американський актор, режисер, сценарист і продюсер, найбільш прославився провідними ролями у фільмах «Нічого втрачати», «Діамантовий поліціянт», «Погані хлопці», «Дім великої матусі», «Національна безпека», а також у багатьох інших.

## Біографія
Народився 16 квітня 1965 у Франкфурті-на-Майні в Німеччині, де його чорношкірий батько, Джон Лоуренс, служив в американських збройних силах. 
Після того, як його батьки розлучилися в 1973 році, рідко бачив свого батька, який працював поліцейським. Його мати, Хлора, працювала на кількох роботах, щоб підтримати її сім'ю. Як вважають,[джерело?] актор є кузеном акторів Чарлі Мерфі і Едді Мерфі, і у нього є рідний брат на ім'я Рей Проктер.
Рано виявив комічні здібності. Як стверджує сам Лоуренс, він завжди міг розвеселити свою матір, яка змушена була самотньо ростити шістьох дітей (батько покинув сім'ю, повернувшись до Німеччини). Вже в школі йому вдавалося розсмішити і утримувати увагу великої аудиторії. Тому до того часу, коли вийшов у самостійне життя й здобув вищу освіту, він остаточно вирішив стати комічним актором. Його кар'єра починалася з виступів у нічних клубах Вашингтона. Розповідаючи про той період свого життя, актор говорив, що ці виступи були йому необхідні, щоб набути впевненості в собі: якщо він зможе розсмішити відвідувачів нічного клубу, то він змусить сміятися будь-кого.
У великому кіно дебютує у фільмі «Роби те, що треба» (реж. Спайк Лі, 1989 р.), після чого пропозиції з Голлівуду надходять регулярно: «Домашня вечірка» (1990), «Домашня вечірка 2» (1991), «Після настання темряви» (1991) і «Бумеранг» (1992), де Лоуренс з'явився разом з Едді Мерфі. Однак це були невеликі, радше, епізодичні ролі.
Основну ж популярність принесла його участь в телевізійних шоу. Перші ж програми, де з'явився, принесли йому популярність як унікальному комічному акторові. Більш того, вже в 1993 рік у він став провідним власного телевізійного шоу «Мартін» («Martin»), з успіхом транслювався кабельним каналом Fox-TV.
У ході шоу проявив себе як дуже багатоликий комік, не тільки виконуючи функції ведучого, але й граючи роль матері героя, що буквально призводило глядачів у захват. І це незважаючи на специфічний, грубуватий гумор, місцями балансує на межі вульгарності. Про зростання популярності шоу «Мартін» свідчить і той факт, що навіть американська цензура, спочатку дозволяла лише одноразове вживання слова «ass» в прямому ефірі, незабаром дозволила вживати це лайка без обмежень. У тому ж 1993 році шоу «Мартін» було визнано найкращим TV-шоу Америки і протягом наступних п'яти років залишалося одним з найпопулярніших у телеглядачів, займаючи топові місця в рейтингах. Проникливість і дотепність, що дозволяли піднятися над стереотипами, призвели до того, що в 1994 рік у він був визнаний найкращим коміком США.
Правда, у всій цій бочці меду не обійшлося без ложки дьогтю. Починаючи з 1994 року ім'я регулярно фігурує в пресі в зв'язку з численними скандалами. Приймаючи психотропні наркотики, актор часом ставав просто несамовитим і дозволяв собі дикі витівки. Так, у 1994 році за непристойні жарти його вигнали з програми «Суботнього вечора в прямому ефірі». Ця подія стала лише першою ланкою в ланцюзі скандалів. Далі — більше. У 1996 рік у, опинившись на одному з жвавих перехресть зі зброєю в руках, він брудно лаявся і поводився як божевільний. А через два місяці був заарештований і засуджений до виправно-трудових робіт без позбавлення волі за спробу пронести вогнепальну зброю в літак в аеропорту. До скандалів навколо Лоуренса додаються і звинувачення в сексуальних домаганнях, і голосне розлучення з дружиною, і грубі витівки на знімальних майданчиках, і напад на відвідувача нічного клубу, і лікування в реабілітаційному центрі.
Однак все це не заважало успішно зніматися. Парадоксально, але, будучи на гачку в поліції, Лоуренс зіграв роль поліцейського Маркуса Барнетта — одну з головних ролей у фільмі Майкла Бея «Погані хлопці» (1995). Фільм швидко став хітом, дозволивши до кінця розкритися акторському таланту Лоуренса. А що послідували потім фільми «Нема чого втрачати» (1997), «Довічно» (1999) і «Діамантовий поліцейський» (1999) лише закріпили успіх. На сьогоднішній день фільмографія Мартіна Лоуренса становить понад двох десятків фільмів, серед яких «Дім великої матусі» (2000), після якого гонорари актора перевищили 10 млн доларів, «Чорний лицар» (2001), «Національна безпека» (2003), "Погані хлопці 2 "(2003) та ін
Крім акторських робіт, відомий як талановитий режисер і продюсер. Його фільми «Тонка грань між любов'ю і ненавистю» (1996), «Дім великої матусі» (2000) і «Дім великої матусі 2» (2006), «Що може бути гірше?» (2001), «Національна безпека» (2003) не тільки принесли величезний прибуток їх автору, але і користуються незмінним успіхом у прокаті.
У 2001 рік у на знак визнання заслуг Лоуренса як актора, режисера і продюсера відбитки його рук і ніг були увічнені на Голлівудському бульварі.

## Фільмографія
- 1989: Роби, як треба! / Do the Right Thing
- 1990: Домашня вечірка / House Party
- 1991: Домашня вечірка 2 / House Party 2
- 1992: Бумеранг / Boomerang
- 1995: Погані хлопці / Bad Boys
- 1996: Тонка грань між любов'ю і ненавистю / A Thin Line Between Love and Hate
- 1997: Нема чого втрачати / Nothing to lose
- 1999: Діамантовий поліцейський / Blue Streak
- 1999: Життя / Life
- 2000: Дім великої матусі / Big Momma's House
- 2001: Що могло бути гірше? / What's the Worst That Could Happen?
- 2001: Чорний лицар / Black Knight
- 2003: Національна безпека / National Security
- 2003: Погані хлопці 2 / Bad Boys II
- 2005: Стрибок угору / Rebound
- 2006: Дім великої матусі 2 / Big Momma's House 2
- 2006: Сезон полювання  / Open Season
- 2007: Реальні кабани / Wild Hogs
- 2008: Ласкаво просимо додому, Роско Дженкінс! / Welcome Home, Roscoe Jenkins
- 2008: Батькова дочка / College Road Trip
- 2010: Смерть на похоронах / Death at a Funeral
- 2011: Дім великої матусі 3: Який батько, такий син / Big Mommas: Like Father, Like Son
- 2019: Пустопляс / The Beach Bum
- 2020: Погані хлопці 3 / Bad Boys for Life
- 2022: Клітка розуму / Mindcage
- 2024: Погані хлопці: Все або нічого / Bad Boys: Ride or Die